# Filipp Šul'man
Filipp Evgen'evič Šul'man (in russo Филипп Евгеньевич Шульман?; 6 ottobre 1980) è un ex biatleta russo.

## Biografia
In Coppa del Mondo esordì il 20 febbraio 2003 a Östersund (18°) e ottenne il primo podio il 15 gennaio 2004 a Ruhpolding (3°).
In carriera prese parte a due edizioni dei Campionati mondiali (4° nella sprint a Oberhof 2004 il miglior piazzamento).

## Palmarès

### Coppa del Mondo
- Miglior piazzamento in classifica generale: 27º nel 2004
- 3 podi (tutti a squadre):
  - 1 secondo posto
  - 2 terzi posti